# Brattvåg
Brattvåg ist das Verwaltungszentrum der der norwegischen Kommune Haram in der Provinz (Fylke) Møre og Romsdal. Der Ort stellt das Verwaltungszentrum von Haram dar hat 2437 Einwohner (Stand: 1. Januar 2024).

## Geografie
Brattvåg ist ein sogenannter Tettsted, also eine Ansiedlung, die für statistische Zwecke als eine städtische Siedlung gewertet wird. Der Ort liegt auf dem norwegischen Festland an der Westseite des Samfjorden. Dieser Fjord schneidet sich von Norden kommend in das Land ein. Im Südwesten von Brattvåg liegt der See Synnalandsvatnet, etwas weiter nordwestlich befindet sich das Store Hestevatnet.

## Geschichte
Die Brattvåg kyrkje, also Kirche des Ortes, wurde im Jahr 1977 errichtet. Zwischen Januar 2020 und Dezember 2023 hatte Brattvåg nicht den Status eines Verwaltungszentrums, da die Kommune Haram zu dieser Zeit nicht bestand, sondern Teil der Kommune Ålesund war.

## Bildung und Wirtschaft
In Brattvåg befinden sich drei Schulen, eine Grundschule, eine Sekundarstufe I und eine Sekundarstufe II. Außerdem befinden sich hier ein kleiner Hafen mit Marina und die Werft Vard Brattvåg der Vard-Gruppe. Im Jahr 2019 übernahm die Kongsberg Gruppen die Fabrik von Rolls-Royce in Brattvåg.